# Względne datowanie kości
Względne datowanie kości – metoda datowania względnego, opiera się na analizie zmian chemicznych zachodzących w kościach wraz z upływem czasu. Pozwala na określenie względnego wieku kości, jednak tylko w obrębie jednego stanowiska. W metodzie analizuje się:
- zjawisko przechodzenia hydroksyapatytu we fluoroapatyt
- zawartość uranu i fosforu, który wzrasta z czasem zalegania
- rozkład protein
- rozkład azotu